# メディアドライブ
メディアドライブ株式会社（Media Drive Corp.）は、かつて存在した日本のOCRソフトの老舗。日本語漢字をはじめ、英語、中国語、ハングルなど文字認識ソフトを開発・製作していた会社。親会社エヌジェーケーの100％子会社である株式会社メディアドライブ研究所として1990年6月に創業、1991年11月に設立した。
1991年12月には、日本語の印刷文字を認識できるMac用のOCRソフト「Mac Reader Japan」を商品化し、その後Windows版やSUN SPARK Station版の開発も行い、1996年頃までに5種類の活字OCRソフト (「MacReader pro」「WinReader pro」「e.Typist for Mac」「e.Typist for Win」「Sparc Reader pro」) と2種類の名刺認識ソフト (「MacReader for CARD」「WinReader for CARD」) を商品化した。また、2000年に世界初の音声検索機能搭載動画ファイリングソフト「CrossMediator for Video」を発売するなど、
コンシューマ向けのパッケージソフトウェアの開発・販売が中心であったが、近年では法人向けのOCRソリューションやOCRライブラリ販売の他、スマートフォン向けアプリケーションの開発・販売も行っていた。また、OCRとは別に動画・音声・画像検索ソフトの開発販売も行っていた。
2002年には主力製品である「やさしくファイリング」が「日経PC21エディターズ・チョイス賞」を受賞。
2008年には個人情報保護「プライバシーマーク」認証を取得。
2017年4月にエヌジェーケーテクノ・システム株式会社と共に親会社である株式会社エヌジェーケーに吸収合併され解散となった。

## 主要なPC用製品
- CrossMediator - 動画・音声・画像検索ソフトウェア
- DocDesk - 文書管理ソフトウェア
- e.Document Sorter - 文書分類ソフトウェア
- e.Typistシリーズ
  - e.Typist - 58カ国語対応活字OCRソフトウェア
  - e.Typist NEO - 2カ国語（日/英）語対応活字OCRソフトウェア
- FormOCR - 手書き/活字帳票OCRソフトウェア（マークシート・バーコード認識対応）
- WinReaderシリーズ
  - WinReader PRO - 業務向け活字文書OCRソフトウェア
  - WinReaderエンタープライズ - カスタマイズ対応活字文書OCRソフトウェア
  - WinReader Hand S - 手書き帳票OCRソフトウェア
  - WinReader p.Form - 活字帳票OCRソフトウェア
- やさしく名刺ファイリング PRO - 名刺管理ソフトウェア
- やさしくデジタルファイリング - ファイリングソフトウェア
- やさしくPDFへ文字入力 PRO - PDF編集・構成/印刷支援ソフトウェア
- やさしく家計簿 - レシート認識機能搭載 家計簿ソフトウェア
- 名刺ファイリング・サーバー - 名刺管理システム
- イメージマネージャ - 画像補正/ファイル配信ソフトウェア

## iPhone用製品
- やさしく名刺ファイリング Mobile for iPhone - OCR機能付き名刺管理ソフトウェア（無料版有）
- やさしく名刺ファイリング ビューワー for iPhone - PC用名刺管理ソフトのビューワーアプリ（無料版有）
- もじかめ for iPhone - 2カ国語（日/英）対応活字OCRソフトウェア
- レシートストック for iPhone
- e.Typist WorldOCR for iPhone
- Business Card Clip for iPhone
- ScanClip for iPhone

## Android用製品
- やさしく名刺ファイリング Mobile for Android - OCR機能付き名刺管理ソフトウェア（無料版有）
- やさしく名刺ファイリング ビューワー for Android - PC用名刺管理ソフトのビューワーアプリ（無料版有）
- もじかめ for Android - 2カ国語（日/英）対応活字OCRソフトウェア（無料版有）
- レシートストック for Android - 家計簿アプリケーション
- e.Typist WorldOCR for Android - 活字OCRソフトウェア
- Business Card Clip for Android - Evernoteと連携した名刺管理ソフト
- ScanClip for Android

## 拠点
- 本社（東京都中央区）
- 関西営業所(大阪府大阪市淀川区)
- 開発部（埼玉県さいたま市大宮区、大宮事業所）

## 主なグループ企業
- 株式会社エヌジェーケー - 親会社（2008年に株式交換によりメディアドライブ株式会社を完全子会社化、2017年に吸収合併）
- エヌジェーケーテクノ・システム株式会社